# مايكروسوفت بنبول آركيد
مايكروسوفت بنبول آركيد (بالإنجليزية: Microsoft Pinball Arcade)‏ ، هي لعبة فيديو من نوع كرة ودبابيس أنتجها شركة مايكروسوفت سنة 1998م.